# Premio Nacional de Periodismo Simón Bolívar
El Premio Nacional de Periodismo Simón Bolívar es el máximo galardón otorgado en Colombia a los profesionales del periodismo; fue creado en 1975 por la compañía de aseguradora Seguros Bolívar, que lo patrocina. Cada laureado recibe un diploma, medalla de oro y un premio en efectivo, de acuerdo a la categoría ganadora.

## Historia
Las categorías iniciales sólo contemplaban los medios impresos (periódicos y revistas). Sin embargo, el alcance del premio ha aumentado sus galardonados con el fin de estar vigente con las necesidades y exigencias tanto de los medios de comunicación como sus consumidores. 
En su cuarta entrega, en 1978 se amplió a los medios audiovisuales como radio y televisión y en 2008 incluyó trabajos para internet.
Desde 1995, se otorgan también las Becas al Periodismo Joven, con el fin de capacitarlos en los talleres de la Fundación Nuevo Periodismo Iberoamericano (FNPI), creada por el Premio Nobel de Literatura Gabriel García Márquez.
Para 2011, de las 36 convocatorias a esa fecha, se habían recibido más de 9.000 trabajos en diferentes áreas y 44 notables periodistas colombianos recibieron el Gran Premio a la Vida y la obra de un periodista. 
El Premio ha sido entregado por expresidentes de la República y por ilustres escritores de nivel internacional como Miguel Otero Silva, Mario Vargas Llosa, Álvaro Mutis, Ángeles Mastretta, Nélida Piñón, Juan Luis Cebrián, Álex Grijelmo, Jon Lee Anderson y Gonzalo Celorio.

## Convocatoria
El organizador del premio (Seguros Bolívar) convoca a un jurado independiente y autónomo, compuesto por siete personalidades del periodismo y la cultura de Colombia, quienes revisan los trabajos enviados y premian de acuerdo a las categorías. Cada año es convocado un nuevo jurado, y la patrocinadora desarrolla la logística como el estímulo económico a los galardonados.
En 2018, el jurado fue compuesto por Maryluz Vallejo -presidente-; Eduardo Arias; Catalina Botero; Stephen Ferry; Patricia Nieto; Fernando Ramírez y Juan Gabriel Vásquez.

## Categorías
- Gran Premio a la Vida y Obra de un Periodista: Es el principal galardón que se concede. El jurado tendrá en cuenta la trayectoria del periodista, su consagración al oficio y su contribución al progreso de Colombia.
- Premio al Periodista del Año: El jurado seleccionará al periodista que se haya destacado por un sobresaliente desempeño profesional y por haber producido un alto impacto en la opinión pública con su trabajo periodístico,
- Premios al Trabajo Periodístico: Se premiará, de manera individual o en equipo, a periodistas vinculados a medios masivos de comunicación —prensa, radio y televisión, inscritos para concursar en alguna de las siguientes modalidades:

- Artículo de Opinión (prensa), Análisis o Debate (radio y televisión)
- Caricatura (prensa)
- Crónica y Reportaje (prensa, radio y televisión)
- Cubrimiento de una Noticia
- Entrevista (prensa, radio y televisión)
- Fotografía Periodística o Reportaje Gráfico (prensa)
- Investigación (prensa, radio y televisión)
- Premio al Mejor Trabajo Periodístico hecho exclusivamente para Internet

- Becas Al Periodismo Joven: En esta categoría pueden participar reporteros vinculados a medios masivos de comunicación.